# Gentil Battisti Archer
Gentil Battisti Archer (Nova Trento, 19 de junho de 1936 - Brusque, 23 de julho de 1990) foi um político brasileiro.

## Vida
Pais João Joaquim Battisti Archer e Henriqueta Feller Archer. Esposa Norma Hoeltgebaum Archer. Filhos Eduardo H. Battisti Archer e Fernando H. Battisti Archer. Netos Eduardo Battisti Archer Filho, Leonardo Battisti Archer, Julia Battisti Archer, Mariana Battisti Archer, Fernando Battisti Archer Filho.

## Carreira
Foi deputado à Assembleia Legislativa de Santa Catarina na 10ª legislatura (1983 — 1987), eleito pelo Partido do Movimento Democrático Brasileiro (PMDB).